# 서동욱 (기업인)
서동욱(徐東旭, 1974년 4월 1일~2024년 12월 18일)은 대한민국의 전직 가수 출신의 기업인이다. 1997년 1월까지 《전람회》의 구성원으로 활동했고, 1997년 6월에 24세로 음악 분야를 완전히 은퇴한 이후, 미국에 유학해 MBA를 취득하면서 기업인으로 활약했다.
일찍이 1990년 휘문고등학교 재학 시절 김동률과 음악으로써 인연을 맺었다. 두 사람이 같이 휘문고등학교를 졸업하고 1993년 연세대학교에 진학했으며, 연세대학교 1학년에 재학 중 김동률과 함께 결성한, 남성 보컬 음악 듀오인 듀엣 그룹 《'전람회'》로 1993년 12월 11일 MBC 대학가요제에 베이스 연주자로 참가해 대상과 특별상을 수상하면서 본격적인 활동을 시작했다. 이듬해 유재학(당시 담당 음반 프로듀서)과 함께 신해철, 김형석 등이 공동으로 음반 디렉터·제작을 맡은 1집 앨범을 발표했으며, 군 제대 후 2집 앨범을 1996년에 발표했다. 1997년 1월에 각자의 진로 문제로 인해 '졸업'이라는 제목으로 미니 앨범 성격의 3집을 발표한 뒤 해체했으며, 동년 6월말 김동률과 이적이 만든 프로젝트 그룹 《카니발》의 수록곡 "그녀를 잡아요"에 피처링해 준 것을 마지막으로 음악 활동을 중단한 것을 넘어서서 이때(1997년 6월)에 음악 분야에서는 완전히 은퇴했다.
2008년 겨울에 있었던 《카니발》의 콘서트 《The Carnival 이적+김동률》에 게스트로 출연하였다.
전문 음악인의 길을 걷게 된 김동률과 달리, 음악 분야에서 완전히 은퇴한 서동욱은, 이토록 음악계를 완전히 떠나 이후 학업에 전념하여 미 스탠퍼드 경영대학원에서 경영학 석사(MBA) 학위를 취득하고 기업인의 길을 걸었다. 컨설팅 업체인 매킨지를 거쳐 2010년 2월, 두산그룹에 영입되어 그룹의 VM 팀장 겸 상무로 근무했으며, 컨설팅사 Alvarez & Marsal의 한국지사 부대표를 거쳐 모건 스탠리의 Private equity 부문에서 executive director로 재직했다.
2024년 12월 18일에 지병으로 사망했다.

## 출신 학교
- 청담중학교
- 휘문고등학교
- 연세대학교 사회학 학사 (2001년 취득. - 93학번 출신.)
- 미국 스탠퍼드 대학교 경영대학원 경영학 석사(2004년)

## 음반 목록
- 1994년 전람회 1집 《Exhibition》
- 1996년 전람회 2집 《Exhibition 2》
- 1997년 전람회 3집 《졸업》

## 가족 관계
- 어머니: 이상화
- 여동생: 서우정
- 배우자: 김혜진
  - 아들: 서재하, 서준하